# Avicularia urticans
Avicularia urticans är en spindelart som beskrevs av Schmidt 1994. Avicularia urticans ingår i släktet Avicularia och familjen fågelspindlar.
Artens utbredningsområde är Peru. Inga underarter finns listade.

## Föda
Arten har observerats äta fladdermusen Saccopteryx bilineata.

## Bildgalleri

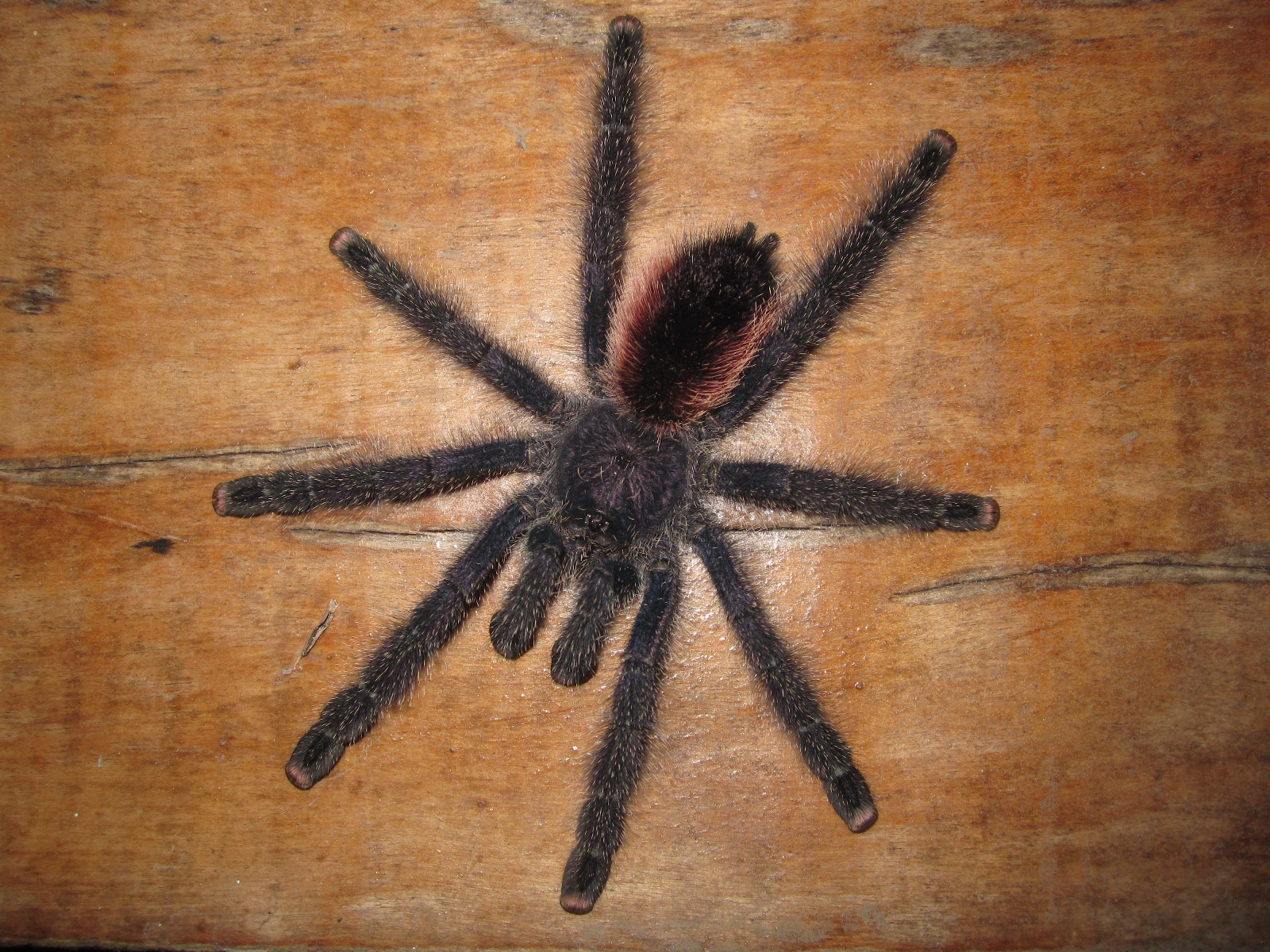